# 親華派
親華派（しんかは、英: Pro-Republic of China）とは、親中華民国派を指す日本の用語である。中華圏にも「親華派」という語はあるが、こちらはシノファイルを指すため、日本の用語と意味が異なっている。（詳細は中国語Wikiの「親華派」を参照のこと。）
中華民国政権が台湾に逃れてからは国連で中国＝中華人民共和国になったこともあり、中華民国を「台湾」と呼称することがほとんどであり、代わりに「親台派」が使われることが多くなっている。また、国共内戦終結前後では意味合いが変化する。

## 戦前の使用例
中国大陸における蔣介石政権（国民政府）に好意的な人物のことを指す（チャイナ・ロビー等）。蔣介石政権が米国と同盟関係かつ連合国の一員であったため、戦前の親華派は米国人に多く、フランクリン・ルーズベルトなどが代表例である。

## 戦後の使用例
中華民国政権に好意的な人物を指すが、より厳密には中国国民党政権に好意的な立場を「親華派」、台湾独立派（台湾共和国）に好意的な立場を「親台派」と呼んで区別することがある。 もしくは、台湾島に好意的な立場のことを指すこともある。